# Aksel Møller
Pour les articles homonymes, voir Møller.
Aksel Møller, né le 1er janvier 1906 à Asminderød (Danemark) et mort le 20 mars 1958 à Frederiksberg (Danemark), est un homme politique danois membre du Parti populaire conservateur (KF), ancien ministre et ancien député au Parlement (le Folketing).

## Décoration
- Commandeur de l'ordre du Dannebrog